# Schwedische Sozial- und Kommunalhochschule

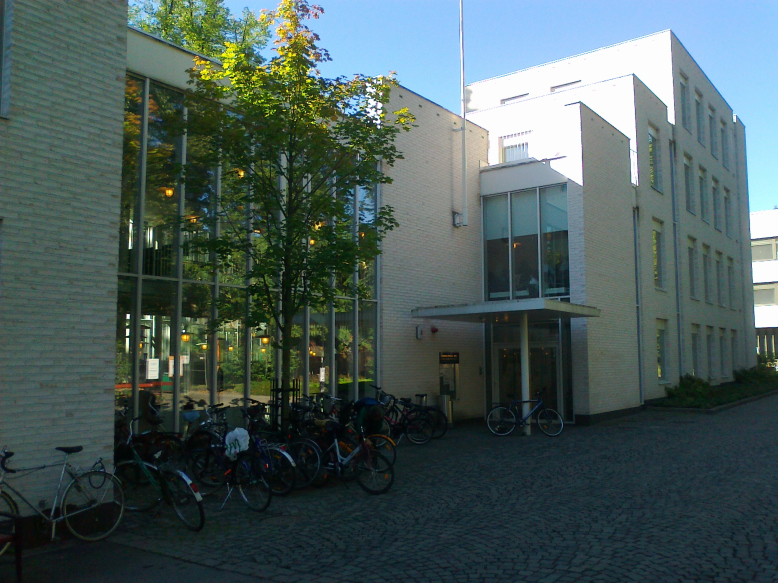
Seit 2000 befindet sich die Schwedische Sozial- und Kommunalhochschule in diesem von Juha Leiviskä entworfenen Gebäude an der Adresse Snellmansgatan 12 im Stadtteil Kronohagen.

Die Schwedische Sozial- und Kommunalhochschule, originalsprachlich Svenska social- och kommunalhögskolan (schwedisch, englisch Swedish School of Social Science), informell auch Soc&Kom (schwedisch [sɔs ɔ ˈkɔmː]), ist eine staatswissenschaftliche Einrichtung der zweisprachigen Universität Helsinki. Sie besitzt den Status einer selbständigen Einrichtung innerhalb der Universität, mit einem eigenen Rektor und der alleinigen Verwaltungssprache Schwedisch, und ist eine wichtige Bildungs- und Forschungsinstitution für Svenskfinland, den schwedischsprachigen Teil des Landes Finnland.
Aktueller Rektor (2024) ist der Religionswissenschaftler Tuomas Martikainen.

## Name
Der Name Svenska social- och kommunalhögskolan steht in der bestimmten Form (also wörtlich „Die Schwedische Sozial- und Kommunalhochschule“). Wie bei ähnlichen Namen von finnlandschwedischen Organisationen, z. B. Hanken Schwedische Handelshochschule oder Schwedische Literaturgesellschaft in Finnland, bezieht sich „schwedisch“ nicht auf das Land Schweden, sondern auf die Sprache Schwedisch. Neben dem schwedischen wird der englische Name offiziell in internationalen Kontexten gebraucht. Die Einrichtung verwendet keinen offiziellen finnischen Namen.
Der in den Medien und der Umgangssprache gebräuchlichste Name ist das Kurzwort Soc&Kom, ähnlich wie bei anderen Universitäten und Schulen, z. B. der (ursprünglich inoffizielle) Name Hanken für Svenska handelshögskolan.

## Geschichte

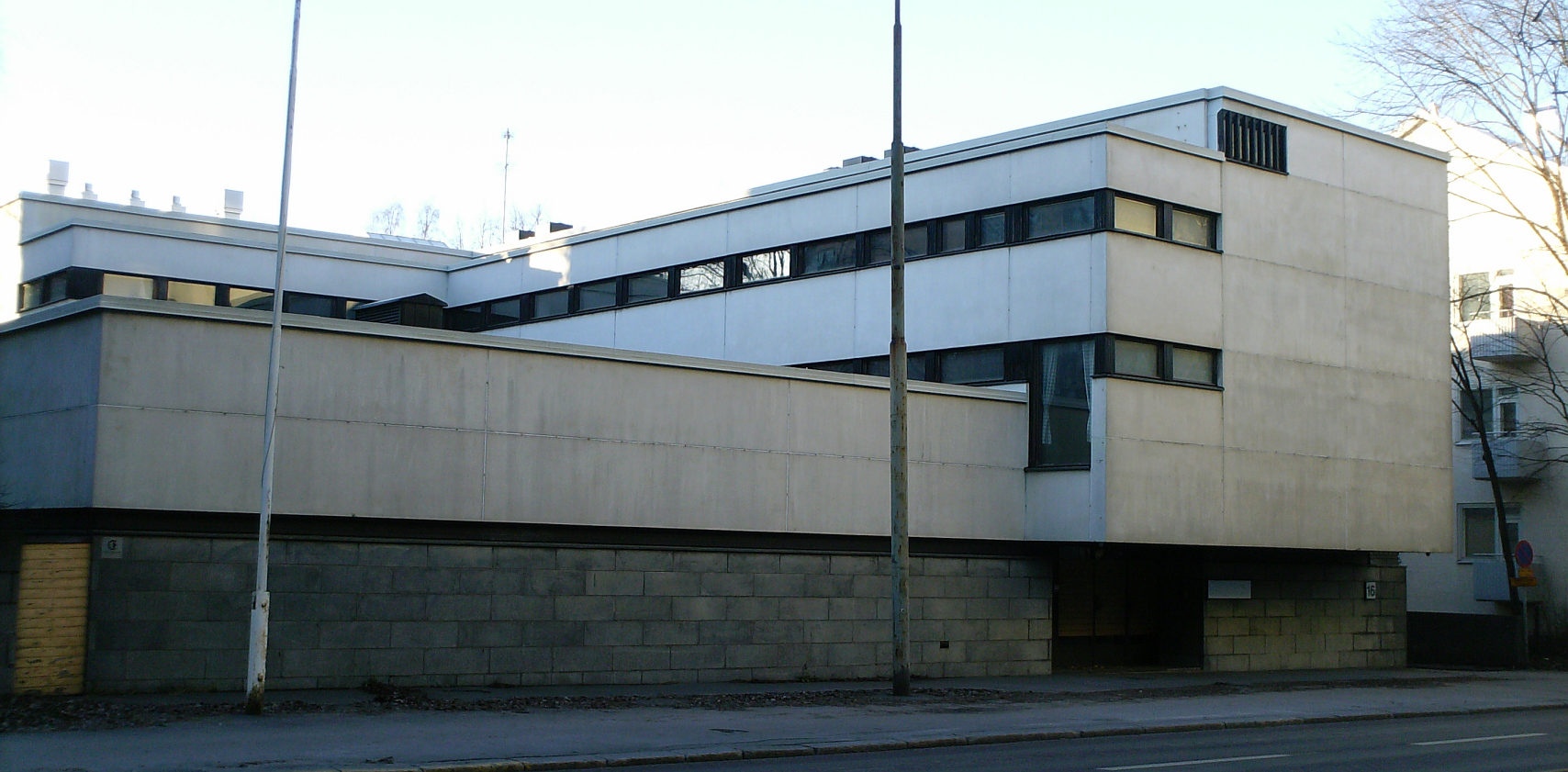
Von 1964 bis 2009 befand sich die Schwedische Sozial- und Kommunalhochschule in diesem von Erik Kråkström entworfenen Gebäude an der Adresse Topeliusgata 16 im Stadtteil Bortre Tölö. 2020 wurde es abgerissen.

Die heutige Schwedische Sozial- und Kommunalhochschule wurde 1943 als private Hochschule unter dem Namen Svenska medborgarhögskolan (wörtlich „Schwedische Staatsbürgerhochschule“) gegründet. Die ursprüngliche Aufgabe der Einrichtung war die Ausbildung von Staatsangestellten spezifisch für die schwedischsprachigen Ämter und Verwaltungseinrichtungen im zweisprachigen Finnland.
Mit ihrem Umzug an die Adresse Topeliusgatan 16 (finnisch Topeliuksenkatu) im Stadtteil Bortre Tölö (Taka-Töölö) erhielt die Hochschule 1964 ihren heutigen Namen Svenska social- och kommunalhögskolan. 1974 wurde sie verstaatlicht und 1984 in die Universität Helsinki eingegliedert. Eine eigene Forschungsabteilung wurde 1986 etabliert. Sie zog 1993 in die Norra Hesperiagatan 15 (Pohjoinen Hesperiankatu) um und noch einmal 2009 in den Neubau und jetzigen Standort im Stadtzentrum an der Snellmansgatan 12/Yrjö-Koskinens gata 3 (Snellmaninkatu/Yrjö-Koskisen katu/gata). 1998 wurde an der Schule das Centre for Research on Ethnic Relations and Nationalism (CEREN) etabliert, das heute eines der führenden Forschungsinfrastrukturen ihres Gebietes in den Nordischen Ländern darstellt.
Soc&Kom arbeitet eng mit der Staatswissenschaftlichen Fakultät der Universität zusammen. Bis 2016 war es möglich, dort nach einem Bachelorabschluss von Soc&Kom ein Masterstudium ohne gesonderte Aufnahmeprüfung zu beginnen. Erst seit 2017 bestehen eigene Masterstudiengänge. Fächer, in denen Bachelor- und Masterabschlüsse abgelegt werden können, sind Verwaltung (statskunskap med förvaltning), Soziologie, Journalistik, Sozialpsychologi, Soziale Arbeit, Sozialpolitik, und es gibt außerdem einen Bachelorstudiengang in Jura (Öffentliches Recht). Unterrichtssprache ist Schwedisch.
Soc&Kom hatte im Jahr 2006 etwa 500 Studenten und 41 Lehrkräfte.

## Rektoren
- 1943–1944 Bror Åkerblom
- 1944–1946 Jan Gästrin
- 1946–1957 Henrik Schybergson
- 1958–1969 Magnus Kull
- 1969–1971 Anita Meinander
- 1971–1974 Holger Kronman
- 1975–1990 Gunvor Brettschneider
- 1995–2014 Henrik Hägglund
- 2015–2018 Mirjam Kalland
- 2018–2022 Johan Bärlund
- 2023–2024 Tuomas Martikainen